# Weta Digital

Gollam (Andy Serkis) élethű karaktere A Gyűrűk Ura-trilógiából. A Weta Digital alkotta motion capture segítségével.

A Weta Digital számítógéppel létrehozott filmes grafikával, vizuális effektekkel foglalkozó új-zélandi vállalat. A céget Peter Jackson filmrendező, Richard Taylor és Jamie Selkirk alapította 1993-ban, hogy elkészítse a Mennyei teremtmények című film digitális effektjeit. 2007-ben Joe Letteri lett a cég igazgatója. A Weta Digital több Oscar-díjat és BAFTA-díjat nyert.

## Filmek
- A hobbit (1. rész) (2011)
- A hobbit (2. rész) (2012)
- Dam Busters
- The Adventures of Tintin: Secret of the Unicorn (2011)
- Avatar (2009)
- Komfortos mennyország (2009)
- District 9 (2009)
- Amikor megállt a Föld (2008)
- Narnia Krónikái: Caspian herceg (2008)
- Hipervándor (2008)
- 30 Days of Night (2007)
- The Water Horse: Legend of the Deep (2007)
- A Fantasztikus Négyes és az Ezüst Utazó (2007)
- Híd Terabithia földjére (2007)
- Eragon (2006)
- X-Men: The Last Stand (2006)
- King Kong (2005)
- Én, a robot (2004)
- Van Helsing (2004)
- A Gyűrűk Ura: A király visszatér (2003)
- A Gyűrűk Ura: A két torony (2002)
- A Gyűrűk Ura: A Gyűrű Szövetsége (2001)
- Kapcsolat (1997)
- Törjön ki a frász! (1996/I)
- Forgotten Silver (1995) (TV)
- Mennyei teremtmények (1994)

## Fordítás
- Ez a szócikk részben vagy egészben  a   Weta Digital című angol Wikipédia-szócikk fordításán alapul.  Az eredeti cikk szerkesztőit annak laptörténete sorolja fel. Ez a jelzés csupán a megfogalmazás eredetét és a szerzői jogokat jelzi, nem szolgál a cikkben szereplő információk forrásmegjelöléseként.